# Vicepresidente de Kiribati

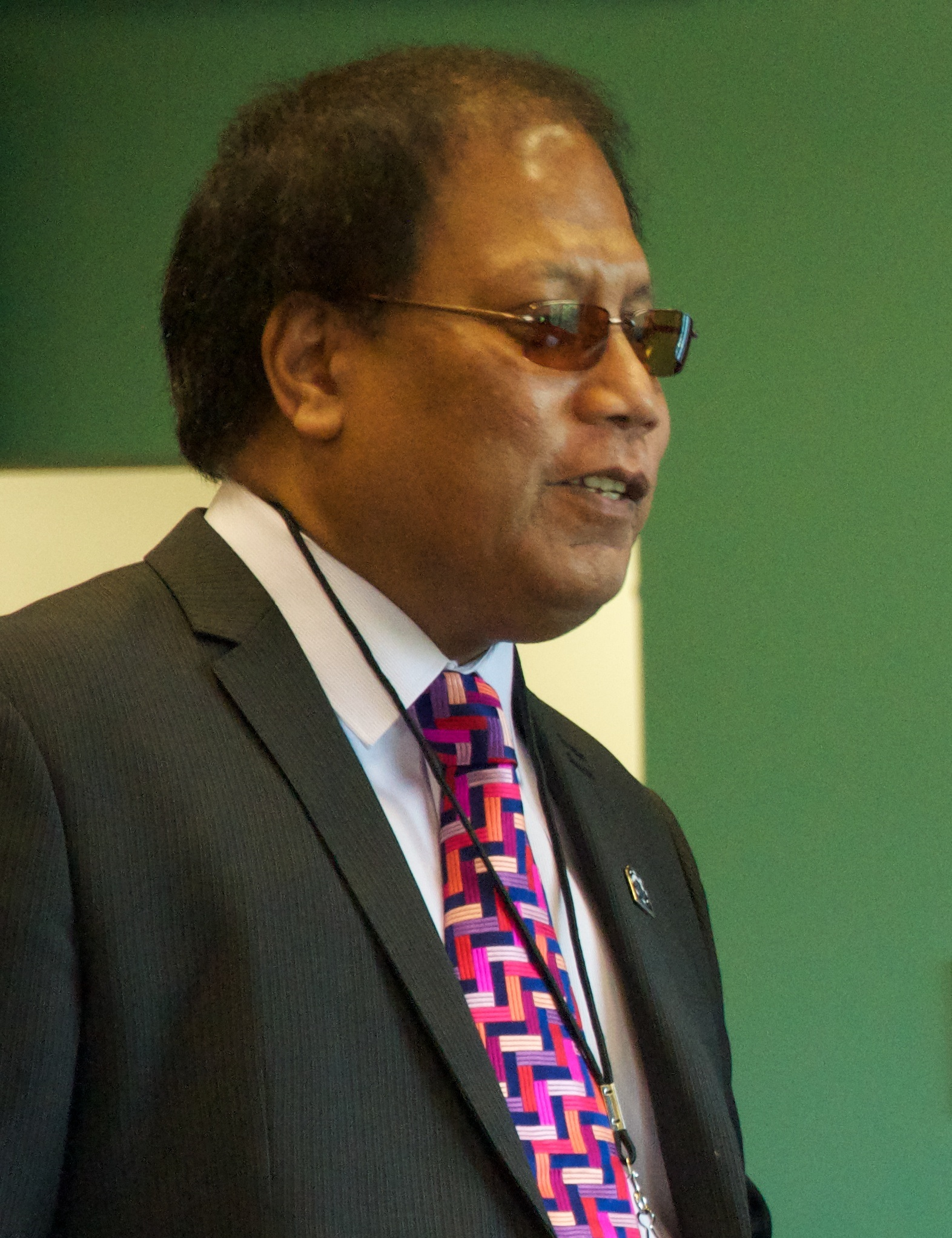
Teuea Toatu, vicepresidente de la República de Kiribati desde el 19 de junio de 2019. Fotografiado en 2011

El vicepresidente de la República de Kiribati (en gilbertés: Kauoman-ni-Beretitenti) es el vice jefe de Estado de la República de Kiribati. Quien ejerce el cargo se encarga de desempeñar las funciones del presidente, de forma temporal o permanente, cuando este sea incapaz de hacerlo, así como «ser responsable de los asuntos del gobierno (incluyendo la administración de cualquier departamento) que el Beretitenti [presidente] pueda asignarle».
El presidente nombra a un vicepresidente de entre los ministros del gobierno. Tal funcionario debe formar parte del gabinete mientras desempeñe el cargo.

## Lista de vicepresidentes de Kiribati
| Núm. | Nombre          | Mandato                 | Mandato                         | Presidente      | Partido político |
| Núm. | Nombre          | Inicio                  | Final                           | Presidente      | Partido político |
| ---- | --------------- | ----------------------- | ------------------------------- | --------------- | ---------------- |
| 1    | Teatao Teannaki | 12 de julio de 1979     | 4 de julio de 1991              | Ieremia Tabai   |                  |
| 2    | Taomati Iuta    | 4 de julio de 1991      | 24 de mayo de 1994              | Teatao Teannaki |                  |
| 3    | Tewareka Tentoa | 1 de octubre de 1994    | 3 de noviembre de 2000 (muerte) | Teburoro Tito   |                  |
| 4    | Beniamina Tinga | 17 de noviembre de 2000 | 28 de marzo de 2003             | Teburoro Tito   |                  |
| 5    | Teima Onorio    | 10 de julio de 2003     | 12 de marzo de 2016             | Anote Tong      |                  |
| 6    | Kourabi Nenem   | 13 de marzo de 2016     | 18 de junio de 2019             | Taneti Mamau    |                  |
| 7    | Teuea Toatu     | 19 de junio de 2019     | En el cargo                     | Taneti Mamau    |                  |

Fuente: «KAUOMAN NI BERETITENTI (VICE PRESIDENTS)». Parlamento de Kiribati. Archivado desde el original el 14 de noviembre de 2019. Consultado el 4 de agosto de 2019.